# Ximena Duque
Ximena Duque (Cali, Kolumbija, 30. siječnja 1985.) kolumbijska je glumica.

## Privatni život
Kada su joj se roditelji rastali, Ximena se preselila s majkom iz Kolumbije u Miami. Ondje se školovala te sudjelovala u meksičkoj emisiji Protagonistas de novela, u kojoj je upoznala glumca Christiana Carabíasa s kojim je dobila sina nakon što se emisija više nije emitirala. Nazvali su dijete Christian Jr. Nedugo zatim, rastali su se, ali su ostali u kontaktu zbog sina. Zapravo, Christian je glumio Tonyja koji je bio zaljubljen u Ximenin lik Anu Lucíu u telenoveli Valeria. Ximena se ponovno preselila, ovaj put natrag u Kolumbiju zbog snimanja telenovele Los Victorinos, ali nakon završetka tog projekta vraća se natrag u Miami. Ipak, jedna od njenih najvažnijih uloga bila je Camila Moncda u meksičkoj telenoveli Drugo lice (El rostro de Analía).

## Uloge

### Telenovele
- Sacrificio de mujer (2010.)
- Alguien te mira kao Camila (2010.)
- Najljepši urok kao Angelina (2009. – 2010.) (Bella calamidades )
- Los Victorinos kao Diana (2009. – 2010.)
- Drugo lice kao Camila (2008. – 2009.)
- Valeria kao Ana Lucía Hidalgo (2008. – 2009.)
- Pecados ajenos kao María Aguílar (2007. – 2008.)
- El amor no tiene precio (2005. – 2006.)

### Televizijske serije
- Decisiones kao nekoliko likova (2005. – 2007.)

### Reality show
- Protagonistas de novela kao Ximena Duque (2003.)

### Filmovi
- Soñar no cuesta nada, 2006. (crna komedija)